# Heterospilus fischeri
Heterospilus fischeri är en stekelart som beskrevs av Sergey A. Belokobylskij 1983. Heterospilus fischeri ingår i släktet Heterospilus och familjen bracksteklar. Inga underarter finns listade i Catalogue of Life.